# مايك دان
مايك دان (بالإنجليزية: Mike Dunn)‏ هو لاعب كرة قاعدة أمريكي، ولد في 23 مايو 1985 في فارمينغتون في الولايات المتحدة.

## وصلات خارجية
- مايك دان على موقع دوري كرة القاعدة الرئيسي (الإنجليزية)
- مايك دان على موقعبيزبول رفرنس.كوم (الدوري الرئيسي) (الإنجليزية)
- مايك دان على موقعبيزبول رفرنس.كوم (الدوري الثانوي) (الإنجليزية)
- مايك دان على موقع إي إس بي إن.كوم (أم.أل.بي) (الإنجليزية)
- مايك دان على موقع مشجعي الرسوم البيانية (الإنجليزية)